# MACHe3
MACHe3 (MAtrix of Cells of superfluid He3) est une expérience de physique localisée à Grenoble. Elle pour but la détection de matière noire non-baryonique.
Son instrument principal utilise une matrice de cellules bolométriques plongées dans de l'hélium-3 superfluide. Un prototype a été testé en 2004.